# Ранке, Иоганн
Иога́нн Ра́нке (Johannes Ranke) — немецкий физиолог и антрополог, профессор по кафедре антропологии в Мюнхенском университете. В 1889 году на частные средства основал музей первобытных древностей в Мюнхене. Редактировал «Archiv für Anthropologie» и «Beiträge zur Anthropologie und Ugreschichte Bayerns». Племянник немецкого историка Леопольда фон Ранке (1795—1886).

## Труды
- «Tetanus» (1865—1871),
- «Gruudzüge d. Physiologie» (4 изд. 1881),
- «Die Blutverteilung und der Thätigkeitswechsel der Organe» (1871),
- «Die Lebens begingungen der Nerven» (1868),
- «Die Ernährung des Menschen» (1876),
- «Das Blut» (1878),
- «Beiträge zur physischen Anthropologie d. Bayern» (1882—1892),
- «Der Mensch» (1882, 2 изд. 1892; в русском переводе — «Человек», вышел в издательстве «Просвещение» не позднее 1901 года[1]).